# Потоки (пам'ятка природи)
Пото́ки — ботанічна пам'ятка природи місцевого значення в Україні. Об'єкт розташований на території Надвінянського району Івано-Франківської області, біля південної околиці села Мирне.
Площа — 0,5 га, статус отриманий у 1972 році. Перебуває у віданні ДП «Надвірнянський лісгосп» (Надвірнянське лісництво, кв. 6, вид. 5).